# Stepan
Pour les articles homonymes, voir Stepan.
Stepan (en ukrainien et en russe : Степань ; en polonais : Stepań) est une commune urbaine de l'oblast de Rivne, en Ukraine. Sa population s'élevait à 4 081 habitants en 2021.

## Géographie
Stepan est arrosée par la rivière Horyn et se trouve à 58 km au nord de Rivne et à 307 km à l'ouest-nord-ouest de Kiev.

## Histoire
La première mention de Stepan dans les annales remonte à 1292. La localité est alors le centre d'une principauté d'Ivan Glebovytch. Le 2 mai 1499, le grand-duc de Lituanie Alexandre lui accorde le privilège d'organiser une foire annuelle. Le roi de Pologne Sigismond l'autorise à organiser deux autres foires en 1511 et donne le château de Stepan et la ville au duc Constantin Ostrogski. À partir de 1620, Stepan passe sous la domination des princes Zaslavs'ky.
Stepan a le statut de commune urbaine depuis 1960. Les armoiries et le gonfalon modernes de Stepan ont été adoptés le  28 janvier 1998.

## Population
Recensements ou estimations de la population :
| 1959* | 1970* | 1979* | 1989* | 2001* | 2013  | 2014  |
| ----- | ----- | ----- | ----- | ----- | ----- | ----- |
| 3 837 | 4 112 | 4 445 | 4 536 | 4 103 | 4 173 | 4 188 |

| 2015  | 2016  | 2017  | 2018  | 2019  | 2020  | 2021  |
| ----- | ----- | ----- | ----- | ----- | ----- | ----- |
| 4 182 | 4 195 | 4 201 | 4 181 | 4 160 | 4 095 | 4 081 |